# Trần Hưng Đạo, Quy Nhơn
Trần Hưng Đạo là một phường thuộc thành phố Quy Nhơn, tỉnh Bình Định, Việt Nam.
Phường Trần Hưng Đạo có diện tích 0,48 km², dân số năm 1999 là 10.061 người, mật độ dân số đạt 20.960 người/km².

## Hành chính
Phường Trần Hưng Đạo được chia thành 7 khu vực: 1, 2, 3, 4, 5, 7, 8.